# ヴィジャヤナガラム

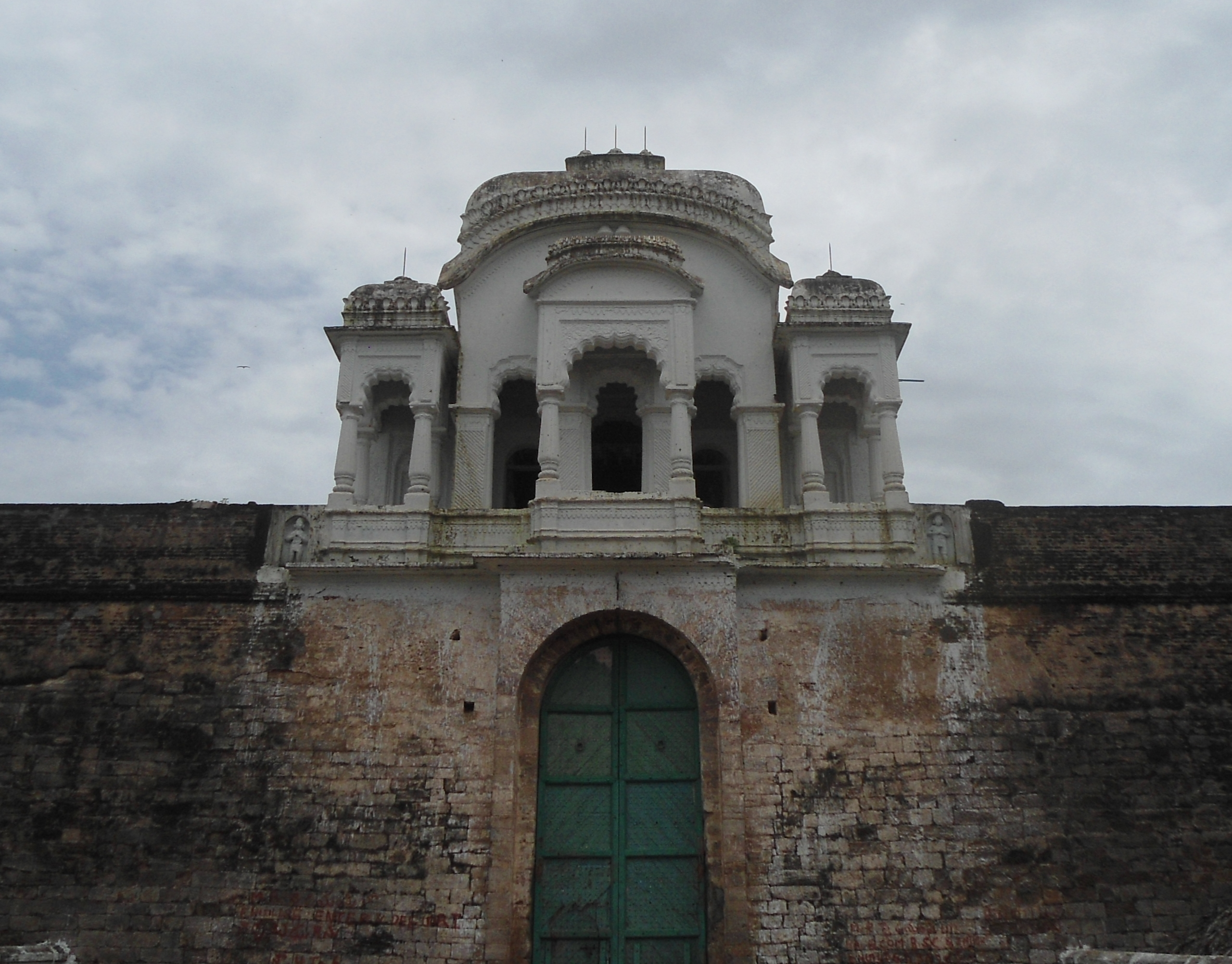
ヴィジャヤナガラム城への入り口

ヴィジャヤナガラム（テルグ語：విజయనగరం、英語：Vizianagaram）は、インドのアーンドラ・プラデーシュ州、ヴィジャヤナガラム県の都市。

## 歴史
この町はヴィジャヤナガラムの領主であるザミーンダールによって支配され、1712年から1714年にかけてはヴィジャヤナガラム城が建設された。
このヴィジャヤナガラムのザミーンダールはボッビリのザミーンダールと長い間争っており、1757年にはボッビリの戦いがあった。
イギリス治下では北サルカールのザミーンダールとして存続した。また、このザミーンダールは有数の大ザミーンダールでもあった。